# نفوذ هوا
نفوذ هوا به پدیده‌ای گفته می‌شود که هوا به صورت ناخواسته از جداره و درزهای پنجره‌ها وارد ساختمان می‌گردد که با یکاهای  CFM سنجیده می‌شود و تعداد دفعات تعویض هوای یک فضا در ساعت (ACH یا ACHs) را به عنوان ضریب نفوذ هوا نیز نام می‌برند.